# باول ديكسون (صحفي)
باول ديكسون (بالإنجليزية: Paul Dickson)‏ هو صحفي أمريكي، ولد في 30 يوليو 1939 في يونكيرس في الولايات المتحدة.

## وصلات خارجية
- الموقع الرسمي